# 50th Birthday Celebration Volume Four

50th Birthday Celebration Volume Four est un album de Electric Masada enregistré en public au club Tonic de New York en 2003 et sorti en 2004 sur le label Tzadik. Les compositions sont de John Zorn. Cet album fait partie de la série 50th Birthday Celebration enregistrée au Tonic en septembre 2003 à l'occasion des 50 ans de John Zorn.

## Titres
| 1.    | Tekufah     | 14:33 |
| 2.    | Idalah-Abal | 6:18  |
| 3.    | Hadasha     | 13:48 |
| 4.    | Hath-Arob   | 4:07  |
| 5.    | Yatzar      | 9:20  |
| 6.    | Lilin       | 15:41 |
| 7.    | Kisofim     | 8:41  |
| 72:28 |             |       |

## Personnel
- John Zorn - saxophone alto
- Marc Ribot - guitare
- Jamie Saft - claviers
- Ikue Mori - électronique
- Trevor Dunn - basse
- Joey Baron - batterie
- Kenny Wollesen - batterie
- Cyro Baptista - percussion